# Poa parva
Poa parva är en gräsart som beskrevs av Jan Frederik Veldkamp. Poa parva ingår i släktet gröen, och familjen gräs. Inga underarter finns listade i Catalogue of Life.